# Waterhole No. 3
Waterhole No. 3 (bra: Ouro É o Que Ouro Vale) é um filme estadunidense de 1967, dos gêneros faroeste e comédia, dirigido por William A. Graham.

## Elenco principal
- James Coburn...Lewton Cole
- Carroll O'Connor...xerife John H. Copperud
- Margaret Blye...Billee Copperud
- Bruce Dern...auxiliar de xerife Samuel P. Tippen
- James Whitmore...capitão Shipley
- Claude Akins...sargento Henry J. Foggers
- Joan Blondell...Lavinia
- Timothy Carey... Hilb

## Sinopse
O jogador trapaceiro Lewton Cole mata um pistoleiro em um duelo e descobre entre os pertences do morto um mapa apontando para um poço d'água no deserto do Arizona. Ele não sabe mas desconfia que ali seja o esconderijo de algo valioso. Ao ir até o local, ele é perseguido pelos companheiros do pistoleiro, além de um xerife (de quem roubara o cavalo) e a filha casadoira deste.